# Knjižnica C++
Knjižnica C++ je skupek funkcij, konstant, razredov, objektov, predlog, ki predstavljajo C++. V C++ je ogromno knjižnic, obstajajo standarndne knjižnice, ki so že vključene v jezik po standardu ISO. Obstajajo tudi druge knjižnice, ki so jih napisali programerji za lastno ali komercialno uporabo.

## Standardna knjižnica C++
- algorithm - knjižnica vsebuje zbirko funkcij posebej namenjene za uporabo na območjih elementov.
- complex - knjižnica, ki vsebuje kompleksna števila v kartezični obliki.
- exception - glava definira osnovni razred za standardne izjeme, ki jih vrže standardna knjižnica.
- list - so neke vrste zobjnikov, v katerem elementi sledijo po strogem linearnem zaporedju.
- stack - so tipi zabojnika, ki so posebej prilagojeni za delovanje v okviru LIFO ("Last in, first out").
- bitset - knjižnica za shranjevanje bitov v zabojnike.
- csetjmp - razred omogoča programerju, da gre mimo normalne funkcije
- fstream - določa vhodni in izhodni tok od datoteke (npr. tekstovna datoteka).
- locale - je nabor funkcij, ki so kulturno-specifična, ki se lahko uporabljajo programe, ki se bolj prenosni na mednarodni ravni.
- stdexcept - Nabor standardnih izjem, ki jih knjižnice in programi lahko uporabljajo za poročilo pogoste napake.
- cassert - opredeljuje en makro, ki se lahko uporabi kot standardno orodje za iskanje napak
- csignal - knjižnica za ravnanje s signali.
- functional - so objekti, posebej oblikovani za uporabo s sintakso podobno funkcijam.
- map - so neke vrste asociativnih zabojnikov, ki shranjuje elemente s kombinacijo ključne in preslikane vrednosti.
- strstream - vhodna/izhodna knjižnica za nize.
- cctype - knjižnica definira set funkcij s katerimi razvrsti in preobrazi posamezno črko.
- cstdarg - knjižnica opredeljuje makro za dostop do posameznega argumenta, kateri je v seznamu neimenovanih argumentov, katerih število in vrste ne pozna imenovano funkcijo.
- iomanip - Manipulatorji so funkcije, posebej namenjene za uporabo v povezavi z vstavitvenimi (<<) in ekstrakcijskimi (>>) izvajalci.
- memory - knjižnica definira splošne storitve za upravljanje s pomnilnika.
- streambuf - so objekti, ki so odgovorni za zagotavljanje branja in pisanja funkcionalnosti v/iz določenih vrst značaja zaporedij, kot so zunanje datoteke ali nizi.
- cerrno - C knjižnica, ki definira makro "errno" (error number).
- cstddef	- definira 2 podatkovna tipa in dva makro.
- ios - vhodna-izhodna knjižnica.
- new - knjižnica opisuje funkcije, s katerimi se upravlja dinamično skladiščenje v C++.
- string - C++ niz knjižnica. Uporablja se jo za daljše besede ali več besed.
- cfloat - knjižnica opisuje značilnosti plavajočih vrst za posebne sisteme in prevajalnikovo implementacijo uporabljeno.
- cstdio - C knjižnica za opravljanje vhodne/izhodne operacije.
- iosfwd - knjižnica za vhod/izhod.
- numeric - knjižnica opisuje štiri algoritme posebno izdelane za delovanje na številskih zaporedjih, ki podpirajo nekatere operaterje.
- typeinfo - knjižnica opredeljuje tipe, ki se uporabljajo v povezavi z operaterji "typeid" in "dynamic_cast".
- ciso646 - knjižnica opredeljuje enajst makro konstant z alternativnimi v slovarju za tiste C++ operatorje , ki jih ne podpira določen standard ISO646.
- cstdlib	- knjižnica definira nekaj splošno namenjenih funkcij.
- iostream - je objektno-oreintirana knjižnica, ki določa vhodni in izhodni tok.
- ostream - objektno-oreintirana knjižnica za izhodni tok.
- utility - knjižnica definira dva standardna orodja: Pare in standardno definicijo.
- climits - opredeljuje konstante z omejitvami integralnih vrst za posebne sisteme in prevajalnikovo implementacijo uporabljeno.
- cstring - knjižnica definira nekaj funkcij za manipolacijo z C nizi in polji.
- istream - objektno-oreintirana knjižnica za izhodni tok.
- queue - adaptivni zabojniki.
- valarray - deklarira "valarray" razred in njegove pomožne razrede in funkcije.
- clocale - knjižnica  podpira lokalizacijo posebnih nastavitev, kot so kultura, posebni formati datuma ali za posamezni državni simboli ali valuta.
- ctime - knjižnica vsebuje definicije funkcij, da bi dobili in manipulirali datum in časovne informacije.
- iterator - objekt, ki kaže na en element v območju elementov (to se po navadi uporablja v vector-jih).
- set - knjižnica za shranjevanje  edinstvenih elementov.
- vector - je dinamično polje, velikost polja se lahko spreminja, kar pri običajnih poljih ni možno.
- cmath - knjižnica za zahtevnejše matematične operacije: potence, kotne funkcije, korenjenje ...
- deque - je zaporedje zabojnikov, v katerem si elementi sledijo v strogem linearnem zaporedju.
- limits - glava knjižnice definira elemente za številčni podatkovni tip.
- sstream - za upravljanje z nizi.

## Ostale C++ knjižnice
Tukaj spadajo knjižnice, ki so jih razvili programerji in ne spadajo pod standard. Spodaj je navedenih nekaj znanih knjižnic:
- Qt - močna knjižnica, ki jo je razvila skupina Trolltech, njeno licenco pa je kasneje odkupila nokia. Qt je zelo uporaben pri objektnem programiranju. Omogoča razvoj spletnih, mobilnih, GUI aplikacij.